# Vanillinae
Vanillinae  (лат.) — подтриба однодольных растений в составе трибы Vanilleae, входящей в подсемейство Ванильные (Vanilloideae) семейства Орхидные (Orchidaceae). Одна из трёх подтриб, иногда выделяемых в Vanilleae. Впервые выделена в 1840 году Джоном Линдли.

## Систематика
В состав подтрибы включают пять подсемейств:
- Clematepistephium
- Dictyophyllaria
- Epistephium
- Eriaxis
- Ваниль (Vanilla)typus

## Общая характеристика
Веламен схож с оным у представителей рода Calanthe. Лианы. Клинандрия широкая.